# Shannon Keith
Shannon Keith – amerykańska prawniczka praw zwierząt, działaczka i reżyserka filmów dokumentalnych, producentka. Jest autorką dokumentu o ruchu Animal Liberation Front: Behind the Mask: The Story Of The People Who Risk Everything To Save Animals.
Keith dorastała w Los Angeles w Kalifornii w domu pełnym zwierząt. Będąc dzieckiem ratowała ranne i bezdomne zwierzęta, karmiła je i leczyła, następnie znajdując dla nich dom. W następnych latach została działaczką na rzecz praw zwierząt.
Reprezentuje niektórych aktywistów i kampanie, jak np. Sea Shepherd Conservation Society, Stop Huntingdon Animal Cruelty (SHAC) i Kevina Kjonaasa, przeciwko Huntingdon Life Sciences.
W 2004 roku założyła organizację non-profit ARME (Animal Rescue, Media & Education), skupiającą się na ratowaniu bezdomnych zwierząt i organizowaniu inicjatyw edukacyjnych, tworzeniu filmów dokumentalnych.
W 2006 roku, po 3 latach pracy, wydała film dokumentalny o Animal Liberation Front.